# كيس فروفاي
كيس فروفاي (بالهولندية: Kees Verwey)‏ (و. 1900 – 1995 م) هو رسام، وفنان هولندي، ولد في أمستردام، توفي في هارلم، عن عمر يناهز 95 عاماً.